# Rete Trentino Grande Guerra

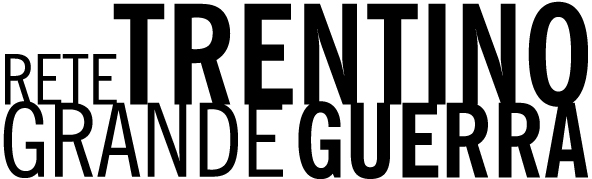
Logo della rete Trentino Grande Guerra

La Rete Trentino Grande Guerra è un sistema museale e territoriale della provincia autonoma di Trento che ha l'obiettivo di mettere in rete e valorizzare il patrimonio legato alla prima guerra mondiale. Il progetto è nato il 5 giugno 2009 ed è coordinato dal Museo storico italiano della guerra di Rovereto.

## Obiettivi
Subito dopo la fine della Grande Guerra numerosi cacciatori di reperti si sono interessati alla raccolta e alla conservazione di cimeli risalenti al conflitto; in poco tempo su tutto il territorio provinciale, soprattutto lungo i vecchi territori di confine, sono sorti dei musei per raccogliere e valorizzare questo vasto patrimonio. Nel 2009, per cercare di collegare maggiormente questi musei (di dimensioni generalmente medio-piccole), su iniziativa privata nasce la Rete Trentino Grande Guerra.
L'obiettivo principale è quello di mettere in rete musei, associazioni ed enti territoriali sul territorio trentino legati alla tutela e alla valorizzazione del patrimonio correlato alla Prima Guerra mondiale, occupandosi anche di coordinare gli eventi al fine di organizzare una migliore proposta culturale.
La Rete è partner dell'iniziativa "Trentino '14-'18 - Dalla Guerra alla Pace", progetto della Provincia autonoma di Trento di coordinamento degli eventi dal 2014 al 2018 legati alla celebrazione del centenario del primo conflitto mondiale.

## Musei aderenti

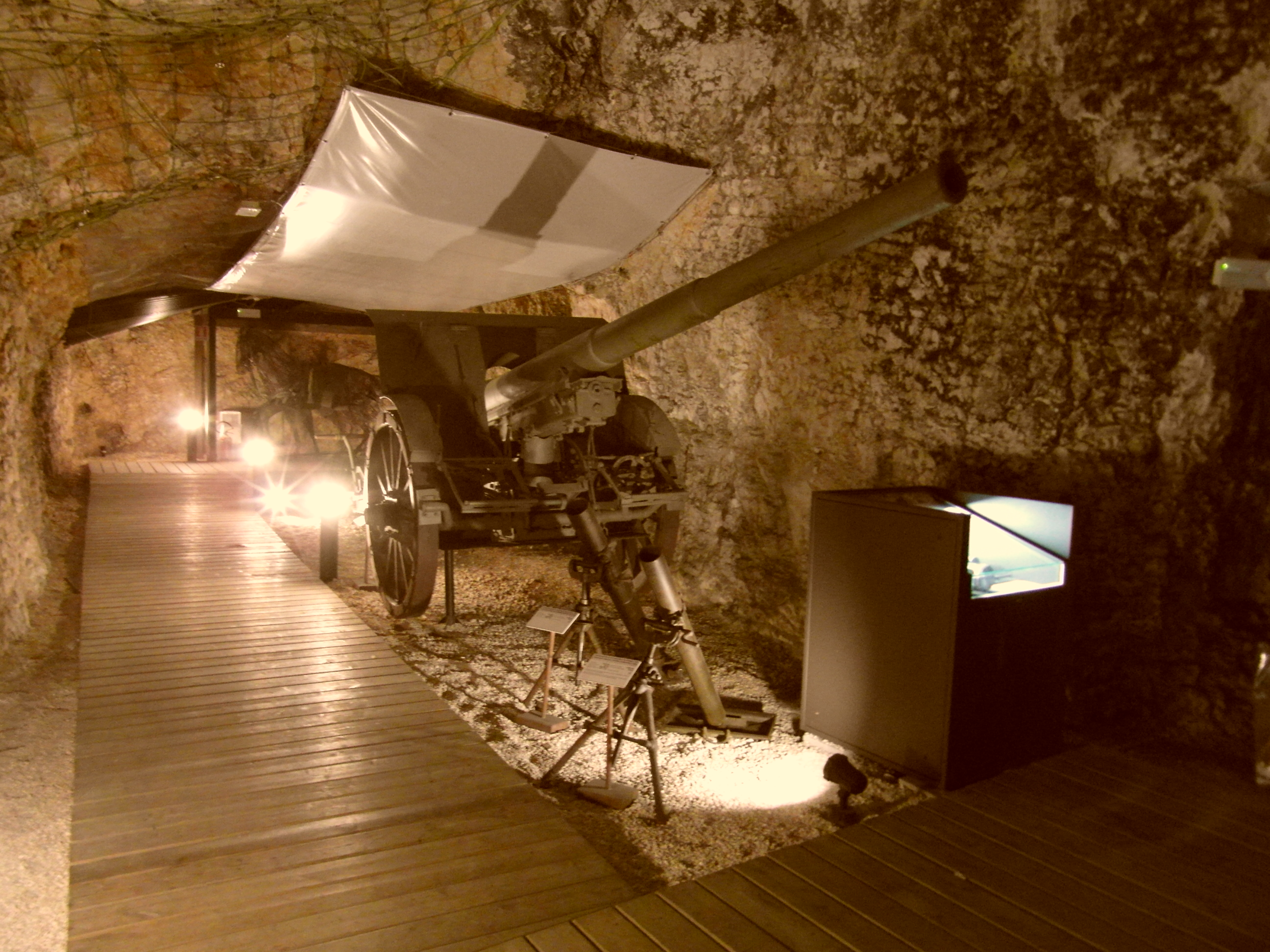
Museo storico italiano della guerra a Rovereto

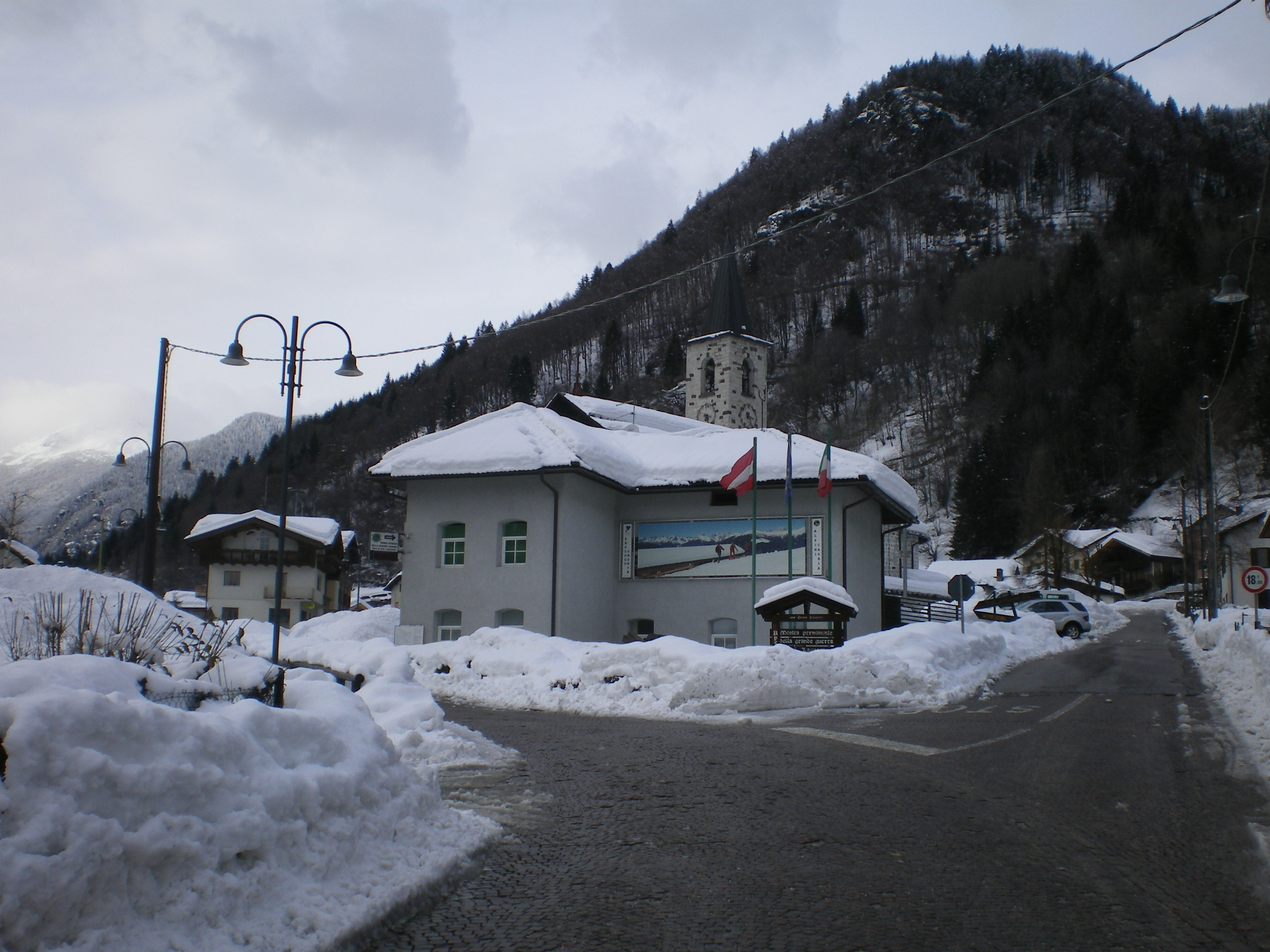
Museo della Grande Guerra sul Lagorai a Caoria

Al 2017 la Rete è composta da 19 tra musei e fondazioni storiche:
1. Pejo 1914 - 1918. La guerra sulla porta, Peio
2. Museo della Guerra di Vermiglio, Vermiglio
3. Forte Strino, Vermiglio
4. Museo della Guerra Bianca adamellina, Spiazzo
5. Museo della Grande Guerra in Valle del Chiese, Valdaone
6. Museo garibaldino e della Grande Guerra, Ledro
7. MAG Museo Alto Garda, Riva del Garda
8. Museo storico italiano della guerra, Rovereto
9. Forte Belvedere Gschwent, Lavarone
10. Centro Documentazione Luserna, Luserna
11. Mostra permanente della Grande Guerra in Valsugana e sul Lagorai, Borgo Valsugana
12. Mostra permanente della Grande Guerra sul Lagorai, Canal San Bovo
13. Collezione di cimeli del Rifugio Cauriol, Ziano di Fiemme
14. Associazione "Sul fronte dei ricordi", Moena
15. Museo della Grande Guerra 1914 - 1918, Canazei
16. Museo nazionale storico degli Alpini, Trento
17. Museo storico del Trentino, Trento
18. Museo dell'aeronautica Gianni Caproni, Trento
19. Museo casa De Gasperi, Pieve Tesino